# ميندن (نيويورك)
ميندن (بالإنجليزية: Minden, New York)‏ هي بلدة أمريكية تقع في الولايات المتحدة في مقاطعة مونتغومري، نيويورك. يقدر عدد سكانها بـ 4,297 نسمة ومساحتها 133.3 كم2 وترتفع عن سطح البحر 162 متر.

## أعلام
- ويليام بيكر
- روبن إلوود